# Sangokushi Sōsōden
 (mars 2020).
Si vous disposez d'ouvrages ou d'articles de référence ou si vous connaissez des sites web de qualité traitant du thème abordé ici, merci de compléter l'article en donnant les références utiles à sa vérifiabilité et en les liant à la section « Notes et références ».
Sangokushi Sōsōden (三國志曹操伝) est un Tactical RPG de Koei. Le rôle principal est l'époque des Trois Royaumes de Cao Cao. Ce jeu vidéo fonctionne sous Windows.

## Présentation
Dans ce jeu, le joueur est Cao Cao qui fait la guerre. On peut reconnaître bien l'histoire de Cao Cao grâce à ce jeu, comme : la Bataille de Guandu, la Bataille de la Falaise rouge.
La première moitié du jeu utilise le roman des Trois Royaume comme source principale mais emprunte aussi à l'imaginaire.

## Jouabilité
- Cao Cao est protagoniste. Pendant la guerre, on contrôle beaucoup de généraux.
- Il y a 161 généraux au total (y compris les ennemis). Et nombre de professions, telles que l'infanterie, la cavalerie, l'archer etc.
- Il y a deux résultats de ce jeu finalement, le héros et le loyaliste. On choisit comme on veut.

Le héros : Cao Cao vainc tous les ennemis, il unifie la Chine.
Le loyaliste : Zhuge Liang est devenu démon. Cao Cao fait le duel final avec lui en enfer.